# Richelieu (Indre-et-Loire)
Richelieu település Franciaországban, Indre-et-Loire megyében. Lakosainak száma 1620 fő (2022. január 1.). Richelieu Braye-sous-Faye, Champigny-sur-Veude, Chaveignes és Pouant községekkel határos.

## Népesség
A település népessége az elmúlt években az alábbi módon változott:
| Lakosok száma | 2214 | 2433 | 2223 | 1993 | 1803 | 1787 | 1716 | 1664 | 1653 | 1620 |
|               | 1968 | 1982 | 1990 | 2006 | 2013 | 2015 | 2017 | 2019 | 2020 | 2022 |